# Sport/Foot Magazine
Sport/Foot Magazine est un hebdomadaire sportif francophone belge, édité par Roularta Media Group. Le magazine paraît également en Flandre sous le nom Sport/Voetbalmagazine.
Souvent appelé Foot mag en référence à son ancien nom, il est principalement axé sur le football belge mais il propose aussi un large volet sur le football européen et international.
Sport/Foot Magazine publie chaque année une édition spéciale sur les équipes des compétitions belges et européennes, ainsi que tous les deux ans, les éditions spéciales consacrées aux championnats d’Europe et aux coupes du monde.
Sport/Foot Magazine organise en collaboration avec la Pro League, le référendum du Footballeur Pro de l'année à la fin de chaque saison du championnat belge depuis 1984.
Sport/Foot Magazine fait aussi la part belle aux autres sports : du tennis au cyclisme, en passant par le sport auto et le basket.
Après un passage en mensuel en 2022, le magazine s'arrête au milieu du mois de février 2023,.